# 부안 개암사 대웅전
부안 개암사 대웅전(扶安 開岩寺 大雄殿)은 대한민국 전북특별자치도 부안군 개암사에 있는, 조선시대의 대웅전이다. 1963년 1월 21일 대한민국의 보물 제292호로 지정되었다.
이 대웅전은 석가모니를 주불로 하여 문수보살과 보현보살을 협시로 모신 개암사의 본전이다. 문수보살은 지혜의 상징이며, 보현보살은 중생을 제도하는 일을 돕는 분이다. 이 대웅전은 백제 무왕 35년(634년)에 묘현 스님이 처음 지었으며, 임진왜란 때 불탄 것을 조선 인조 14년(1636년)에 계호 스님이 다시 지었다. 규모에 비해 우람한 기둥을 사용하여 안정감을 준 건물로, 곳곳에 용의 머리와 봉황을 새겼으며, 처마 밑에는 화려한 연꽃을 조각하였다. 전체적으로 장중한 느낌을 주는 건물이다.

## 개요
개암사의 연혁에 대해서는 확실하지 않지만 《부안향토문화지》등에는 백제 무왕 35년(634)에 묘련왕사(妙蓮王師)가 변한의 궁궐을 절로 고쳤다고 기록하고 있다. 〈개암사중건사적〉을 보면 고려 숙종조에 원감국사(圓鑑國師)가 절을 크게 중창하였는데, 당시 개암사는 황금전을 중심으로 동쪽에 청연각, 서쪽에 백옥교, 남쪽에 청허루가 있었으며 경내에는 연못이 있어 못 속에 화죽(花竹)이 서로 반영됨으로써 마치 극락세계와 같았다고 한다.
그러나 개암사의 현황은 기록상의 배치와 전혀 일치하지 않는다. 지금은 주불전인 대웅전을 중심으로 서쪽에 응향각, 동쪽에 응진전이 있고 도량 아래에는 월성대와 요사가 마당 한쪽에 치우쳐 있다.
대웅전은 울금바위를 등지고 남향하여 높게 자리하고 있다. 기단은 2중인데 장대석을 5단으로 가지런히 쌓은 상부 기단은 원래의 것이고, 자연석을 허튼층으로 쌓은 하부 기단은 마당을 낮추며 근래에 만든 것이다.
이 건물은 정면 3칸, 측면 3칸의 다포계 팔작집으로 추녀 끝에는 활주가 받치고 있다. 1636년(인조 14)에 계호대선사(戒浩大禪師)가 중건한 것이며 1783년(정조 7)과 1913년에 중수가 있었다.
초석은 자연석 주초를 사용하였고 기둥은 두리기둥이다. 기둥간에는 창방을 결구하고 그 위에 주간포를 배치하기 위한 평방을 짜 올렸는데 평방을 통부재로 쓰지 않고 두 개의 부재를 맞대고 촉을 끼워 단일재처럼 사용한 것이 특이하다. 이것은 통부재 보다 목재의 뒤틀림에 대해 보다 효과적이며 이와 같은 방법은 위봉사 보광명전이나 내소사 대웅보전에서도 볼 수 있다.
이 건물의 두드러진 특징은 공포의 짜임과 그 부재에 새겨진 화려한 조각이다. 공포는 모두 내외 3출목 구조로서 전면의 공포는 연꽃의 모습을 사실적으로 조각하였다. 주두는 연꽃잎을 조각한 하엽주두(荷葉柱枓)인데 하엽의 형태가 세 가지이다. 어칸의 주심과 주간포에는 복잡한 형태의 두 가지 하엽주두를 번갈아 사용하였고 귀공포와 인접한 주간포에는 단순한 형태의 하엽주두를 받쳐서 통식(通式)의 직절한 귀주두와 자연스럽게 연결되도록 하였다. 숭림사 보광전과 화암사 극락전에서도 하엽주두를 볼 수 있으나 이 건물처럼 다양하지는 못하다.
이 주두 위에 살미와 첨차가 중첩되어 짜여진다. 각 제공의 외단은 3제공까지 앙서형이고 보 밑의 4제공은 당초문을 초각하였다. 도리 밑의 초공은 전면에서 봉두를 초각한 반면 후면과 측면에서는 당초문을 새긴 형태로서 그 시기의 일반적인 모습이다.
그러나 출목첨차의 모습은 그 유래가 드문 독창적인 형태이다. 줄기와 연화문을 초각한 첨차와 소로의 중첩된 모습은 마치 연꽃이 올라가며 겹겹이 피어 있는 것과 같다. 이처럼 화려한 공포는 숭림사 보광전과 정수사 법당을 들 수 있는데 특히 숭림사 보광전은 공포의 세부적 수법과 천장의 구성수법 등 전체적인 기법이 이 건물과 거의 유사하다. 지역적으로도 멀리 떨어져 있지 않아 동일목수 또는 같은 계보를 가진 목수의 작품일 가능성이 있다.
정면과는 달리 측면과 배면의 공포는 당시 일반적인 교두형 첨차로 꾸며져 있어 정면성을 중시하는 전통건축의 특성을 볼 수 있다. 창호도 전면만 화려하게 꽃살문을 달아 화려하게 장식하였으나 이전에는 정자살문이었다. 인근의 내소사 대웅보전에서 볼 수 있듯이 17~18세기에 중건된 건물들이 꽃살창을 많이 사용함에 따라 최근에 바꿔 단 것이다.
17세기에 중건된 건물들은 전부터 내려오던 전통적인 건축술을 바탕으로 불교계의 새로운 요구를 반영한 장식화 경향이 나타나기 시작한다. 이러한 경향은 내부에서 더욱 활발하게 전개되는데 개암사 대웅전도 마찬가지다.
대웅전의 내부에는 두 개의 고주를 세워 후불벽을 형성했다. 통례와 같이 측면 평주 보다 고주를 뒤로 물려 배치하고 충량이 대량에 걸치도록 하였다. 그 위에 세 단의 층급천장을 구성함으로써 내부 공간은 실제보다 높게 느껴지는데 이 공간을 용과 봉황으로 가득 꾸미고 있다.
특히 전면 주간포와 귀포 그리고 두 개의 충량에서 뻗어 나온 9개의 용두는 강렬하게 불단을 장엄하고 있으며, 주간포에는 용두와 어우러져 날개를 활짝 핀 봉황을 배치하고 있다.
불단에는 석가삼존불을 봉안하였고 상부에는 닫집을 설치했다. 닫집은 정자형의 물림닫집으로 정면 처마 위에 박공면을 가진 특수한 형태이다. 그 속에는 세 마리의 번용(飜龍)이 또아리를 틀고 매달려 있으며 공중에는 구름과 여의주를 장식하였다. 이처럼 이 건물은 안팎을 연꽃, 용, 봉황 등 불교적 상징물로 가득 장식하여 부처님이 주재하는 불국토를 상징하고 있다.

## 같이 보기
- 개암사

## 참고 자료
- 부안 개암사 대웅전 - 국가유산청 국가유산포털